# Kanton Montpellier-9
Kanton Montpellier-9 (francouzsky Canton de Montpellier-9) je francouzský kanton v departementu Hérault v regionu Languedoc-Roussillon. Tvoří ho pouze část města Montpellier a jeho městské čtvrti Mosson, La Paillade, Celleneuve, Les Hauts de Massane, Blayac-Pierres Vives, Malbosc, Le Grand Mail a Les Tritons.